# HD 183552
HD 183552 (HR 7411) är en möjlig spektroskopisk dubbelstjärna i mellersta delen av stjärnbilden Kikaren. Den har en skenbar magnitud av ca 5,74 och är svagt synlig för blotta ögat där ljusföroreningar ej förekommer. Baserat på parallax enligt Gaia Data Release 3 på ca 9,7 mas, beräknas den befinna sig på ett avstånd på ca 337 ljusår (ca 103 parsek) från solen. Den rör sig bort från solen med en heliocentrisk radialhastighet på ca 14 km/s.

## Egenskaper
HD 183552 är en gul till vit Am-stjärna i huvudserien av spektralklass kA6hF2mF2 (II), en utvecklad stjärna av spektraltyp F med kalcium-K-linje för en A6-stjärna samt väte- och metallinjer för en F2-stjärna. Den har en massa som är ca 1,7 solmassa, en radie som är ca 4,7 solradier och har ca 45 gånger solens utstrålning av energi från dess fotosfär vid en effektiv temperatur av ca 7 300 K. Stjärnan beräknas vara 733 miljoner år gammal och ha avslutat 83,1 procent av dess livslängd i huvudserien.